# Il club dei centenari
Il club dei centenari è un cortometraggio documentario del 2017 diretto da Pietro Mereu.
È stato presentato in anteprima il 13 febbraio 2017 in occasione della giornata della longevità organizzata dal comune di Lanusei . Nel 2018 ha vinto il premio del pubblico al festival Sguardi Altrove di Milano.

## Trama
Il documentario racconta la vita e i segreti dei centenari della comunità montana dell'Ogliastra, la maggiore al mondo per concentrazione, cercando di capire quali siano i presupposti scientifici che spieghino tale longevità abbinata a uno stile di vita rurale e contadino.

## Riconoscimenti
- 2018 - Sguardi Altrove Film Festival
  - Premio del pubblico